# ESET
ESET, s r.o. — компания — разработчик антивирусного программного обеспечения и решений в области компьютерной безопасности для корпоративных и домашних пользователей, основанная в 1992 году. Штаб-квартира ESET находится в Братиславе (Словакия).

## Продукция
Первым продуктом компании ESET была антивирусная программа NOD для компьютеров под управлением MS-DOS. В 1998 году была выпущена NOD32 1.0 для Microsoft Windows.
Основатели компании Мирослав Трнка, Рудольф Хруби, Марош Грюнд и Антон Заяц покинули управленческие посты и оставили свои позиции в совете директоров.
NOD32 Antivirus и Smart Security поддерживают Windows 2000, XP, Server 2003, Vista, Server 2008, Windows 7, Windows 8, Windows 8.1 и Windows 10. Поддерживаются также 64-битные (x86-64) версии этих операционных систем. В дополнение к Windows поддерживаются также операционные системы BSD, Linux, Mac OS X, Novell NetWare и Sun Solaris, мобильные версии Windows, а также платформы Symbian OS и Android. В дополнение к Malware Protection обеспечивается антиспам-фильтрация сообщений SMS.

### Remote Administrator
ESET Remote Administrator — это бесплатная центральная консоль управления, позволяющая сетевым администраторам управлять программным обеспечением ESET в корпоративной сети. 25 февраля 2015 года ESET выпустила Remote Administrator 6, полностью переписанную платформу для администрирования программного обеспечения ESET с помощью браузера или мобильного устройства.

### SysRescue Live
ESET SysRescue Live — это загрузочный образ Live CD / USB для Linux, который можно использовать для загрузки и очистки сильно зараженных компьютеров независимо от установленной операционной системы. Программа предлагается бесплатно и может загружать обновления при наличии сетевого подключения.

## Награды
14 июля 2009 года корпоративным продуктам ESET в рамках программы Intel Certified Solutions первым был присвоен статус «Сертифицированный продукт», подтверждающий совместимость продуктов NOD32 Business Edition и NOD32 Smart Security Business Edition с актуальными серверными платформами Intel.
В 2010 года ESET NOD32 Smart Security получил высшую награду ADVANCED+ от австрийской лаборатории AV-Comparatives по результатам тестирования антивирусных продуктов на использование системных ресурсов.В 2011 года ESET NOD32 Антивирус 5.0 получил награду ADVANCED+ в тестировании AV-Comparatives. В ноябре 2013 по версии Deloitte, ESET оказалась среди наиболее быстрорастущих технологических фирм, выручка ESET с 2008 по 2012 гг. увеличилась на 303 %.
В 2014 году Eset был награждён премией Péter Szr Award за лучшее опубликованное исследование технической безопасности от Virus Bulletin
Продукты ESET протестированы и сертифицированы несколькими профессиональными организациями. ESET получила 100 наград VB100 от Virus Bulletin подряд.

## В России
В начале марта 2022 года компания присоединилась к бойкоту России и Белоруссии и приостановила продажи.